# Wolfgang Hirschbach
Wolfgang Hirschbach (* 19. Januar 1570 in Gotha; † 13. September 1620 in Wittenberg) war ein deutscher Rechtswissenschaftler.

## Leben
Hirschbach war der Sohn des Bürgermeisters Christoph Hirschbach und seiner Frau Anna, der Tochter des Gothaer Handelsmanns Hieronymus Poppe. Er verlor im Alter von drei Jahren seine Mutter und besuchte das Gymnasium in Gotha, das seinerzeit der Leitung Johann Helders, des späteren Gothaer Superintendenten, unterstand. Dort erwarb sich Hirschbach eine gediegene Bildung, Einsichten und Erfahrungen, die Charakter und Lebensart herausbildeten und nachhaltig prägten. Bereits früh war für ihn ein akademischer Werdegang vorgesehen. Unter jenem Eindruck ist seine Immatrikulation an der Universität Jena 1585 zu betrachten. Denn erst nach dem Abschluss seiner Ausbildung in Gotha bezog er 1587 die Hochschule.
In Jena absolvierte er den Sitten der Zeit entsprechend zunächst ein Studium der philosophischen Grundwissenschaften und wendete sich im Anschluss einem Studium der Rechtswissenschaften zu. Am 9. September 1593 setzte er seine Studien an der Universität Wittenberg fort und promovierte dort am 7. März 1598 zum Doktor der Rechtswissenschaften. Bereits ab 1595 betätigte sich Hirschbach, zum Teil auch in Leipzig, als Studienleiter und Lehrer einer Anzahl junger Adliger. Offenbar erwarb er sich dabei Verdienste, so dass das sächsische Fürstenhaus sein Angebot annahm und ihn offiziell am 30. September 1601 als Präzeptor des Herzogs August von Sachsen anstellte. Nachdem sein Schwager Benedikt Carpzov der Ältere aus Wittenberg weggegangen war, erhielt Hirschbach – vermutlich auch durch die Gunst des kurfürstlichen Hauses – 1602 die vierte Professur der Institute.
1608 stieg er in die dritte Professur des Kriminalrechts auf, wurde mit seinen Professuren verbunden Assessor am kurfürstlichen Hofgericht, der Juristenfakultät und des Schöppenstuhls in Wittenberg. In jener Aufgabe las er die „materias juris emphyteutici et compensationes“ und verwaltete im Sommersemester 1611 das Rektorat der Universität.
Nachdem er an Fieber erkrankt war, starb er und wurde am 17. September in Wittenberg beigesetzt.

## Familie
Am 21. Mai 1604 heiratete er Magaretha (* 22. September 1587 in Wittenberg), die jüngsten Tochter des Samuel Selfisch. Seine Witwe heiratete am 26. Oktober 1630 den Kandidaten der Rechte Matthias Wendick. Aus der Ehe Hirschbachs gingen neun Kinder hervor, wobei drei vor ihrem Vater starben.
Die Verbindung zum kurfürstlichen Hause muss auch privat gesehen eng gewesen sein, denn zur Taufe seines erstgeborenen Sohnes August verzeichnet das Wittenberger Taufbuch Christian II. von Sachsen, August von Sachsen und Sophie von Sachsen als Paten.
Von den Kindern sind bekannt
1. August Hirschbach (* 24. April 1605 in Wittenberg; † 5. September 1626 in Wittenberg)
2. Christian Hirschbach (* 26. Juni 1606 in Wittenberg)
3. Magaretha Hirschbach (* 18. Februar 1608 in Wittenberg; † 19. Mai 1630 in Wittenberg) verh. 6. November 1627 mit M. Martin Martinus, Pfarrer in Sohlen
4. Anna Sabina Hirschbach (* 8. Mai 1610 in Wittenberg; † 1641) verh. 1. August 1631 mit Cornelius Crull aus Dresden
5. Wolfgang Christoph Hirschbach (* 12. August 1611 in Wittenberg; † 10. März 1612 in Wittenberg)
6. Samuel Hirschbach (* 25. Februar 1613 in Wittenberg; † 5. März 1613 in Wittenberg)
7. Wolfgang Christoph II. Hirschbach (* 25. Februar 1613 in Wittenberg; † 6. März 1613 in Wittenberg)
8. Christina Elisabeth Hirschbach (* 10. Oktober 1614 in Wittenberg; † 9. Oktober 1633 in Wittenberg)
9. Wolfgang Ludwig Hirschbach (* 26. August 1619 in Wittenberg,) Stud. an der UWB und 1640 an der ULzg.

## Werkauswahl
- Disputatio desumpta ex L. in condictione IX. D. de condict. furtiva, et C. in literis, extr. de raptoribus. Gronenberg, Wittenberg 1600. (Digitalisat)
- Collegii Imperialium Institutionum Disputatio XVIII De furtis. (Resp. Martinus Gallius) Gronenberg, Wittenberg 1600.
- Synopsis quaestionum feudalium, Wittenberg 1600.
- Disputatio Iuridica De Reconventionibus. (Resp. Paulus Nicolai) Gormann, Wittenberg 1611. (Digitalisat)
- De crimine laesae majestatis. (Resp. Johannes Justinus Menius) Seuberlich, Wittenberg 1614. (Digitalisat)
- Disputatio De Compensationibus. (Resp. Georg-David Locamer) Matthäus, Wittenberg 1616. (Digitalisat)
- Dissertatio Politico-Iuridica De Regalibus. (Resp. Conradus und Benedictus Carpzov) Gormann, Wittenberg 1618. (Digitalisat)
- Disputatio Iuridica, Ad Legem Unicam Codicis de his qui parentes vel liberos occiderunt (Resp. Paulus Weber) Gormann, Wittenberg 1619. (Digitalisat)